# Schlosskapelle Mammern

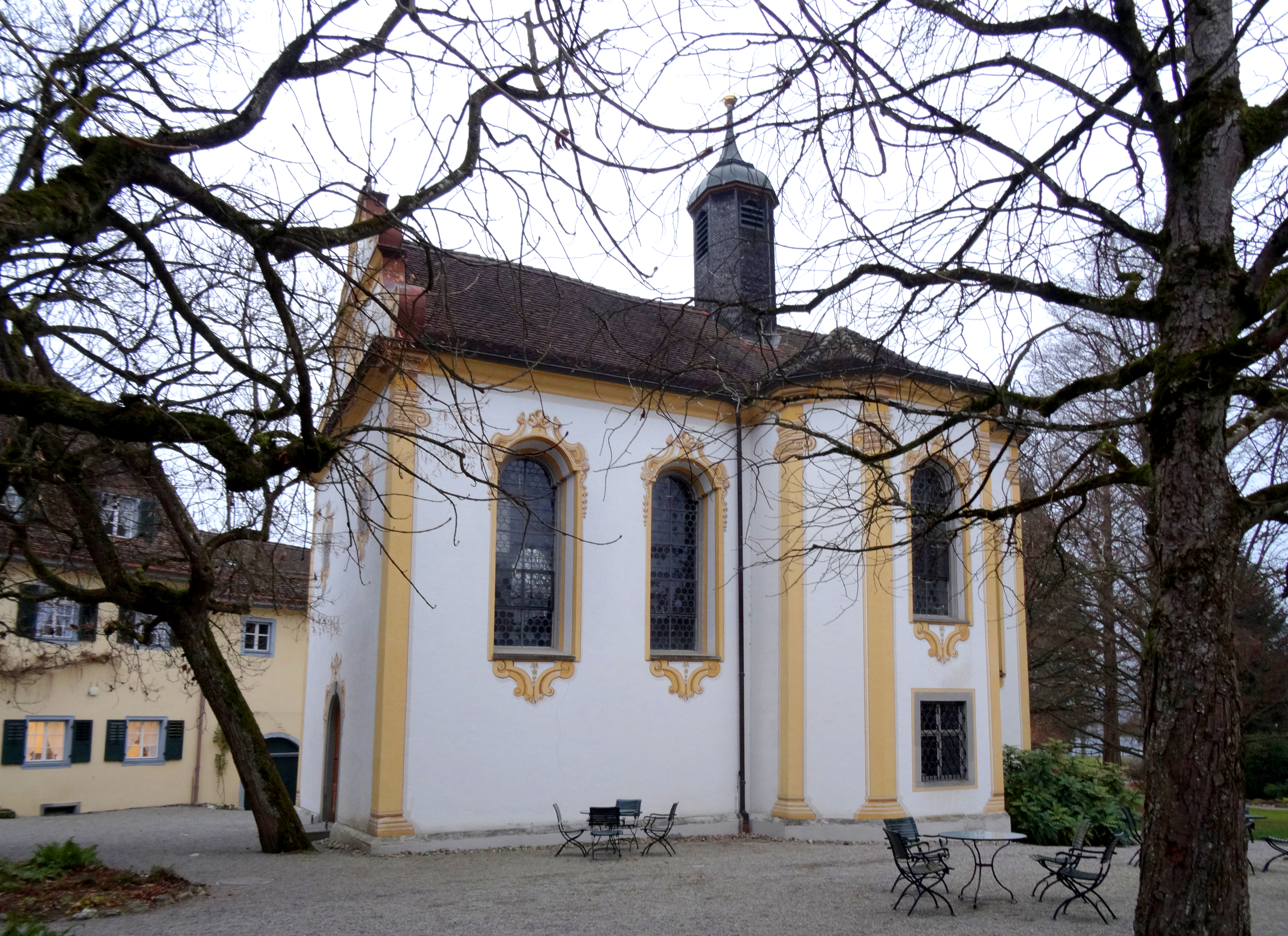
Schlosskapelle Mammern

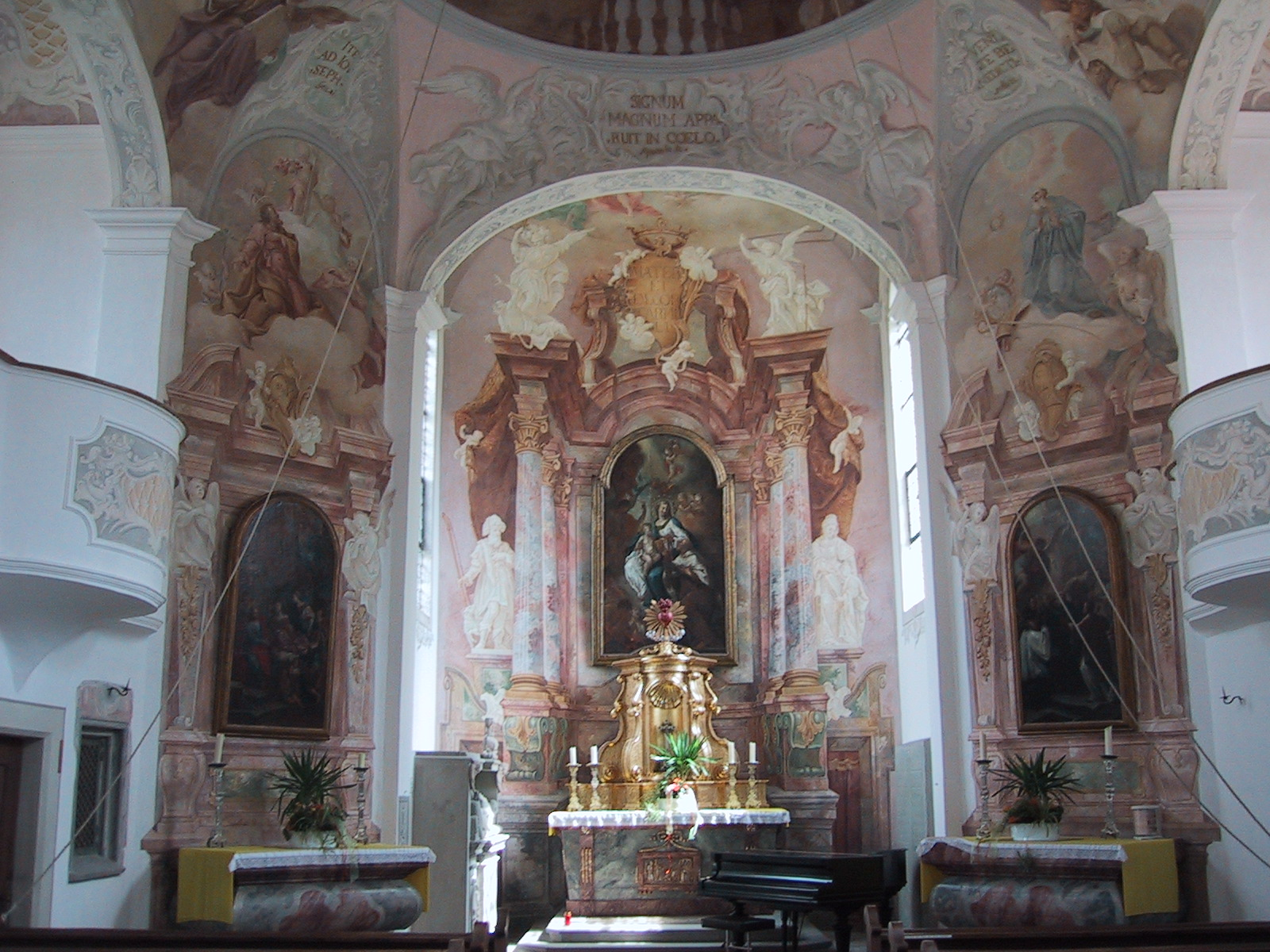
Schlosskapelle Mammern: Die gemalte Scheinarchitektur des Hochaltars

Die Schlosskapelle Mammern ist ein barocker Sakralbau innerhalb des ehemaligen Schlosses Mammern am thurgauischen Ufer des Untersees.
Sie kann als Zeugnis des Höhepunktes der Gegenreformation in Mammern bezeichnet werden. Angeregt haben ihren Bau der Statthalter des Klosters Rheinau in Mammern, Roman Effinger und der damalige Abt des Klosters Bernhard II. Rusconi, der am 11. Mai 1749 die Grundsteinlegung vornahm. Bereits im Dezember konnte die Kapelle provisorisch eingeweiht werden. Die feierliche Weihe fand am 14. Juli 1750 statt. Die Kapelle steht ganz im Zeichen der Marienverehrung.

## Architektur und Innenausstattung
Architekt war der Vorarlberger Johann Michael Beer (1696–1780). Das Innere wurde durch den Kemptener Maler Franz Ludwig Herrmann (1723–1791) gestaltet. Besonders hinzuweisen ist auf die gekonnte Scheinarchitektur der Altaraufsätze. Der gemalte Hauptaltar ist ein Zitat des tatsächlichen Altars, wie er heute noch in der ehemaligen Klosterkirche Rheinau besichtigt werden kann. Damit verweist der Maler in spätbarocker Weise verschlüsselt auf seinen Auftraggeber.

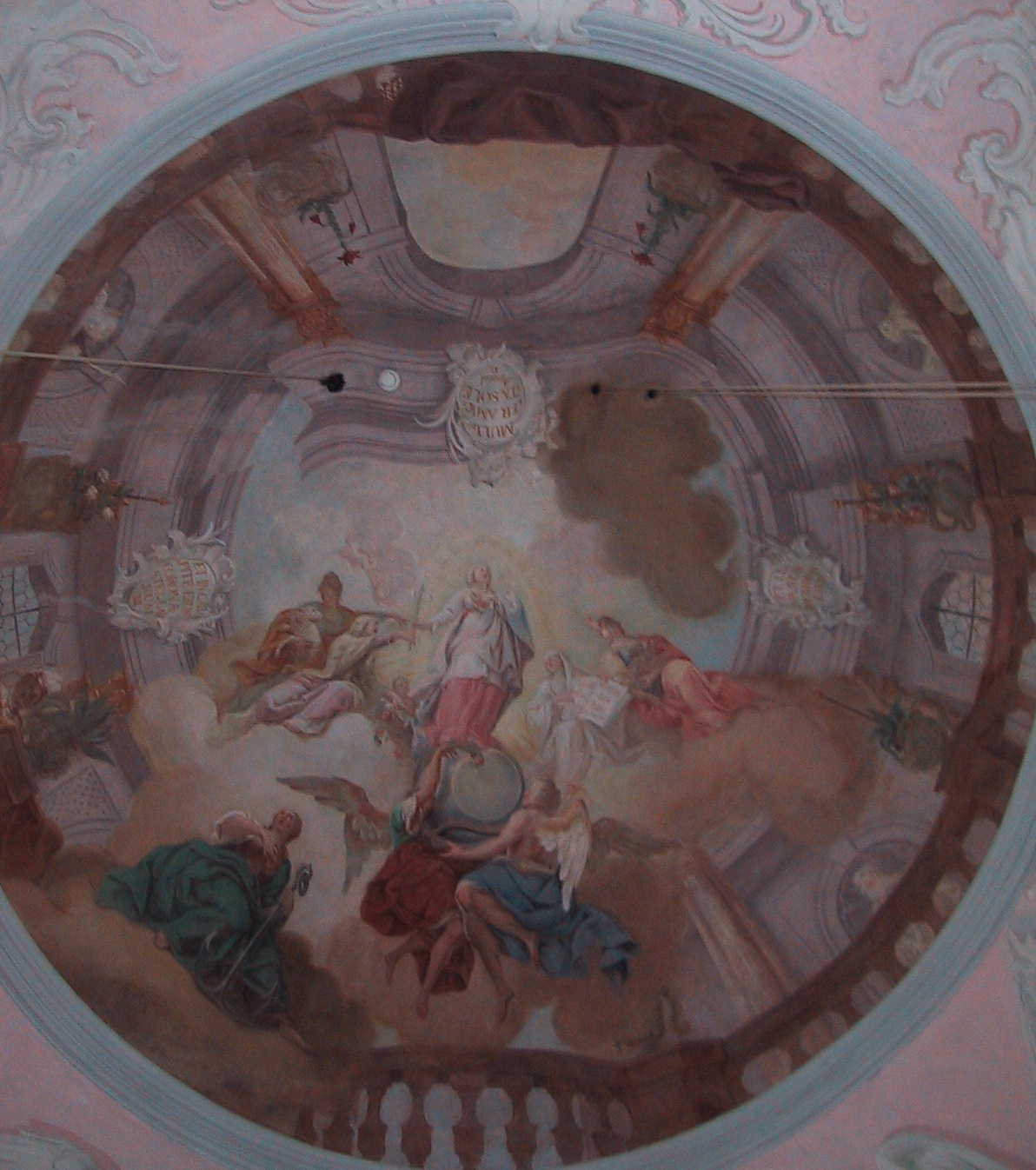
Zentrales Deckengemälde von Franz Ludwig Herrmann (1750): Maria Unbefleckte Empfängnis

Die malerische Ausgestaltung der Kapelle folgt einem komplexen inhaltlichen Programm: Auf dem Hauptaltar ist Maria mit dem Kind dargestellt, wie sie dem Heiligen Simon Stock ein Skapulier überreicht. Links davon ist eine gemalte Statue des Vaters von Maria, Joachim, rechts die der Mutter Marias, Anna, zu sehen. Das Ganze präsentiert sich im Stile des frühen Rokoko von Franz Ludwig Hermann.
Das Bild des linken Seitenaltars zeigt, wie Josef in den Armen Jesu und Marias stirbt.
Der rechte Seitenaltar stellt den Tod des heiligen Benedikt von Nursia dar, der während der Messfeier starb. Das zentrale Deckengemälde zeigt Maria als Unbefleckte Empfängnis vom Berge Karmel mit  Ecclesia und Tugendallegorien. Das runde Bild wird umgeben von der Darstellung der vier Evangelisten mit ihren Attributen. Weitere bildliche Darstellungen finden sich von den vier lateinischen Kirchenvätern, von Leopold III., Markgraf von Österreich und Stifter vom Kloster Neuburg, vom Kardinal und Pestheiligen Karl Borromäus, von Kaiserin Maria Theresia und Kaiser Franz I.
Links vom Altar befindet sich das Grabmal des Komturs Johann Walter von Roll († 17. Juni 1639). Es war ursprünglich in der damals paritätischen Pfarrkirche St. Jakob zu Mammern aufgestellt und wurde beim Umbau der evangelischen Kirche 1666–1667 ausgelagert. Es stellt den Verstorbenen lebensgross dar und wurde vom Bildhauer Hans Konrad Asper (um 1588 – um 1666) geschaffen.
Die Orgel auf der Empore im rückwärtigen Teil der Kapelle geht auf ein süddeutsches Instrument um etwa 1770 zurück, das wahrscheinlich von Johann Jakob Bommer gebaut wurde. Sie wurde 1987 als historisierender Neubau durch Orgelbau Kuhn errichtet und hat sieben Register auf einem Manual und Pedal. Sie weist folgende Disposition auf:

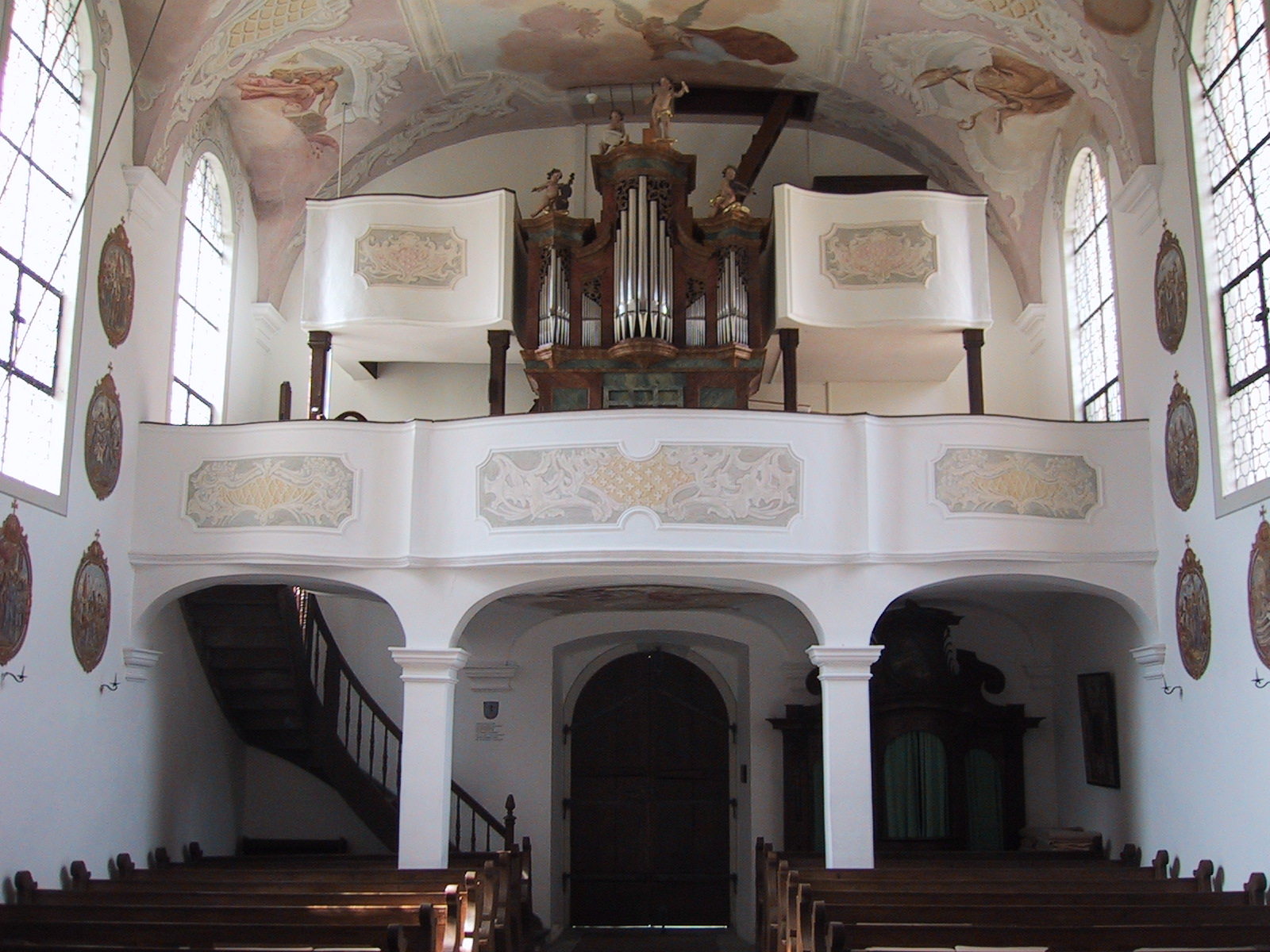
Schlosskapelle Mammern: Eingang und Orgel

| Manual C–c3 |       |
| Coppel      | 8′    |
| Prinzipal0  | 4′    |
| Gedackt     | 4′    |
| Oktave      | 2′    |
| Quinte      | 1 ⁄3′ |
| Mixtur III  | 1′    |

| Pedal C–g° |     |
| Subbass0   | 16′ |